# Richard Eden
Richard Eden (ur. 13 lutego 1956 w Toronto) – kanadyjski aktor, scenarzysta i producent filmowy i telewizyjny.

## Kariera
Podczas nauki w szkole średniej uczęszczał na dodatkowe zajęcia z improwizacji. W wieku 15 lat zadebiutował na małym ekranie w jednym z odcinków kanadyjskiego serialu Próba (Trial) – pt. Świadek (Witness, 1971). Wkrótce potem grał gościnnie w kanadyjskich produkcjach telewizyjnych, m.in. serialach: Cudowny dzieciak (Some Mothers Do 'Ave 'Em, 1973), Rywale Sherlocka Holmesa (The Rivals of Sherlock Holmes, 1973) i Letnie dzieci (Summer’s Children, 1979). W Toronto, w Kanadzie pojawił się w komedii Neila Simona Boso w parku, grał Stanleya Kowalskiego w spektaklu Tennessee Williamsa Tramwaj zwany pożądaniem.
Następnie wyjechał do Nowego Jorku, gdzie dołączył do Actors Equity i wystąpił w off-broadwayowskiej sztuce Joego Ortona Atrakcje dla pana Sloane na scenie Cherry Lane Theatre. Później wyjechał do Los Angeles w Kalifornii. Po zagraniu roli Christophera Baileya w serialu CBS Szmaragdowy punkt N.A.S. (Emerald Point N.A.S., 1983), zdobyła sympatię telewidzów w wielu krajach świata jako Brick Wallace, syn Lionela Lockridge’a i Sophii Capwell, szofer Minx Lockridge (granej przez Judith Anderson), dyrektor finansowy, a następnie dyrektor kasyna Dylana Hartleya (Page Moseley), właściciel Johnny’s Place, stażysta w policji, w operze mydlanej NBC Santa Barbara (od 11 października 1984 do 26 października 1987). Rola Bricka Wallace’a przyniosła mu w 1987 r. nominację do nagrody Daytime Emmy. Grał Robocopa (Alexandra Jamesa Murphy’ego) w serialu CTV RoboCop (1994).
5 września 1993 r. poślubił Shannon Hile, aktorkę, scenarzystkę, reżyserkę i producentkę filmową, która grała małe role m.in. w telefilmie Egzekucja sprawiedliwości (Execution of Justice, 1999) obok Tima Daly’ego, Petera Coyote’a i Tyne Daly oraz pojawiała się gościnnie w takich serialach jak Czynnik PSI (1998), Ziemia: Ostatnie starcie (1999), Detektyw Monk (2002) czy Z archiwum X (2002).

## Wybrana filmografia

### Filmy fabularne
- 1989: Ulice zbrodni (Liberty & Bash) jako Jesse
- 1990: Więzienie bosów (Club Fed) jako Richard
- 1993: Współczesny gladiator (Shootfighter: Fight to the Death) jako Ellison
- 1996: Wróg publiczny nr 1 (Public Enemies) jako George Barker
- 1999: Kobieta potrzebna od zaraz (Woman Wanted) jako Michael
- 1999: Aniołek (Undercover Angel) jako Fred
- 2001: Cena życia (A Mother’s Fight for Justice)
- 2001: Biesiada wszystkich świętych (Feast of All Saints) jako Robert Beauchamp
- 2002: Po przejściach (Crossed Over) jako Joe Magliolo
- 2002: Kolor winy: Sprawa Clarence’a Bradleya (Whitewash: The Clarence Brandley Story) jako Peter Speers
- 2002: Wyścig z mordercą (Pretend You Don’t See Her) jako Steve Smith

### Seriale TV
- 1971: Próba (Trial) jako mężczyzna
- 1973: Cudowny dzieciak (Some Mothers Do 'Ave 'Em) jako lotnik w Billet
- 1973: Rywale Sherlocka Holmesa (The Rivals of Sherlock Holmes) jako oficer
- 1979: Letnie dzieci (Summer’s Children) jako mechanik #1
- 1983: Szmaragdowy punkt N.A.S. (Emerald Point N.A.S.) jako Christopher Bailey
- 1984-87: Santa Barbara jako Brick Wallace
- 1988: Falcon Crest jako Bill
- 1989: Opowieści z krypty (Tales from the Crypt) jako Allen
- 1991: Przygody Tarzana (Tarzán) jako Blake Evans
- 1992: Żar tropików (Sweating Bullets) jako Joel Teller
- 1992: Nocny łowca (Forever Knight) jako Marty
- 1992: Opowieści z krypty (Tales from the Crypt) jako Allen
- 1992: Przygody Tarzana (Tarzán) jako Blake Evans
- 1993: Jedwabne pończoszki (Silk Stalkings) jako Monty Banks
- 1994: RoboCop jako Alex Murphy / Robocop
- 1999: Życie do poprawki (Twice in a Lifetime) jako Mark Smith
- 1999: Pamięć absolutna 2070 (Total Recall 2070) jako Cliff
- 1999: Ziemia: Ostatnie starcie (Earth: Final Conflict) jako Lockhart
- 2000: Amatorzy przygód (Adventure Inc.) jako Charlton Doyle
- 2000: Łowcy skarbów (Relic Hunter) jako Jacob Strom